# West Kowloon Cultural District

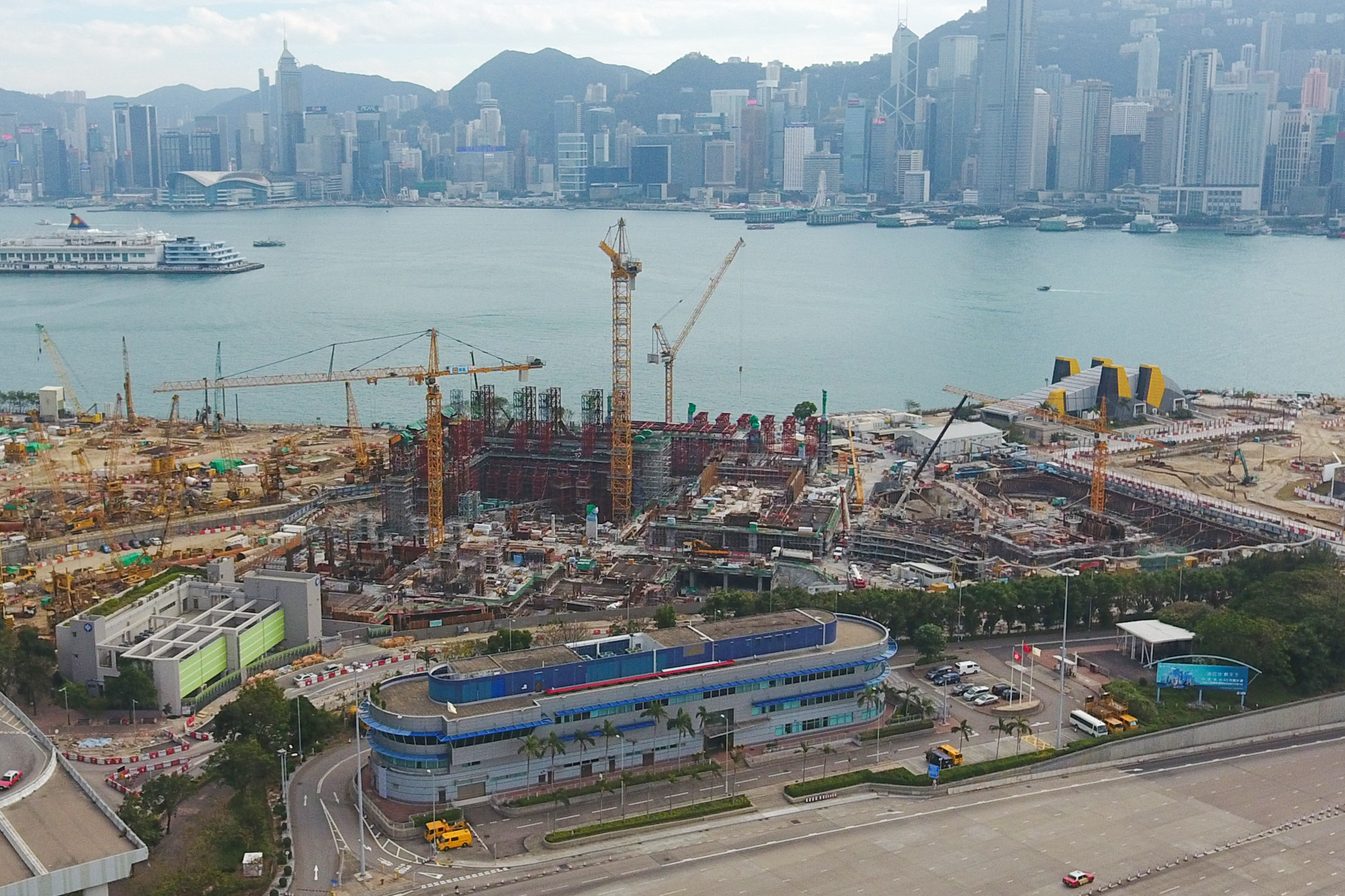
Byggplasen i februari 2017 med blivande M+ i bildens mitt

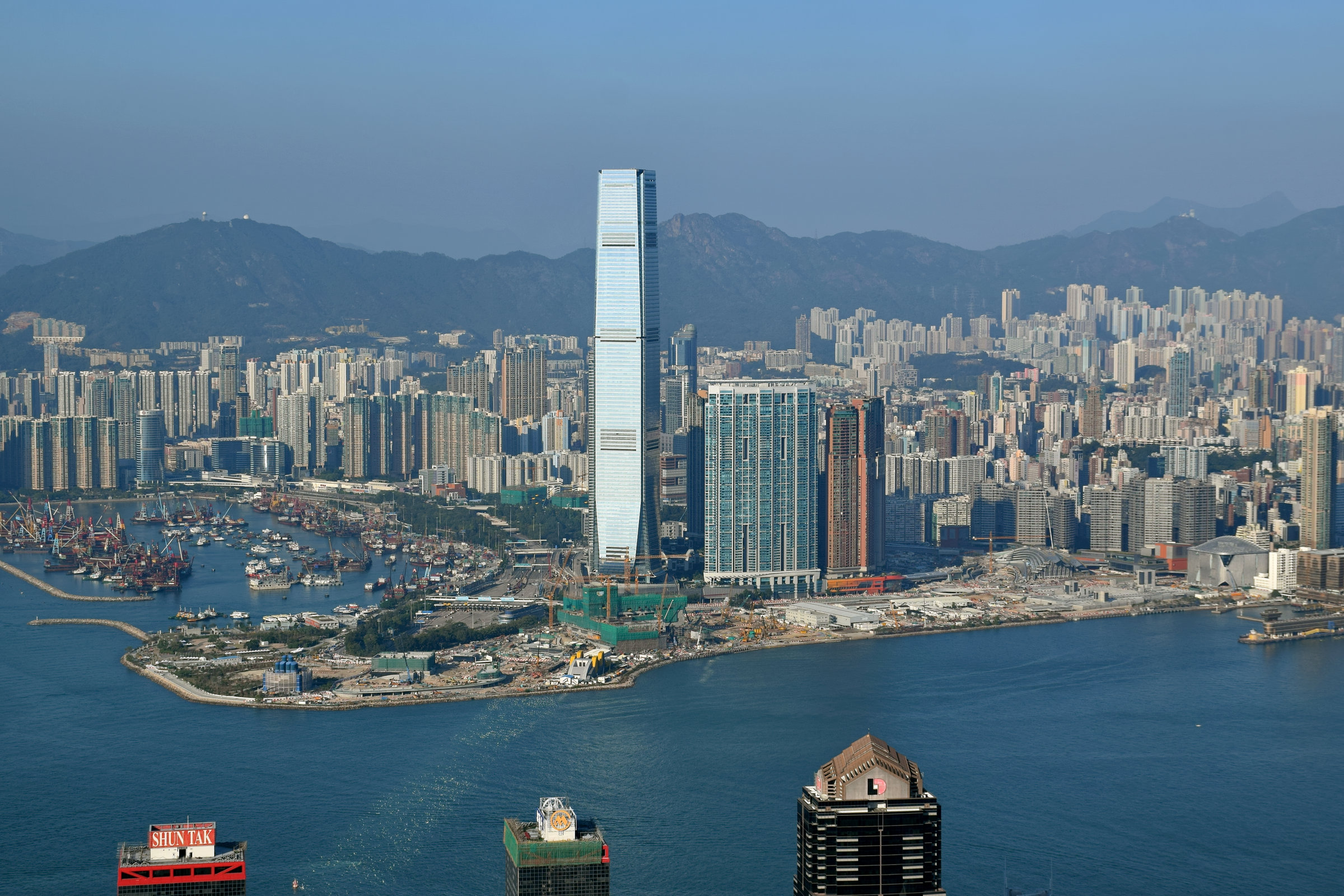
Översiktsbild, februari 2018

West Kowloon Cultural District är ett område under uppförande (2019) i Hongkong, som ska innehålla ett antal kulturinstitutioner.
West Kowloon Cultural District ligger i stadsdelen Tsim Sha Tsui i Kowloon och är ungefär 40 hektar stort. Den första större institutionen där planeras bli M+, ett museum för samtida bildkonst, formgivning, arkitektur och film. M+ planeras vara färdigt 2020, med invigning 2021.[uppföljning saknas] I området planeras också en skulpturpark, en teater- och evenemangsbyggnad, ett centrum för kantonesisk opera och andra Xiqu-genrer (traditionell kinesisk teater) samt en filial till Palatsmuseet i Den förbjudna staden i Peking. 